# Cementoblast

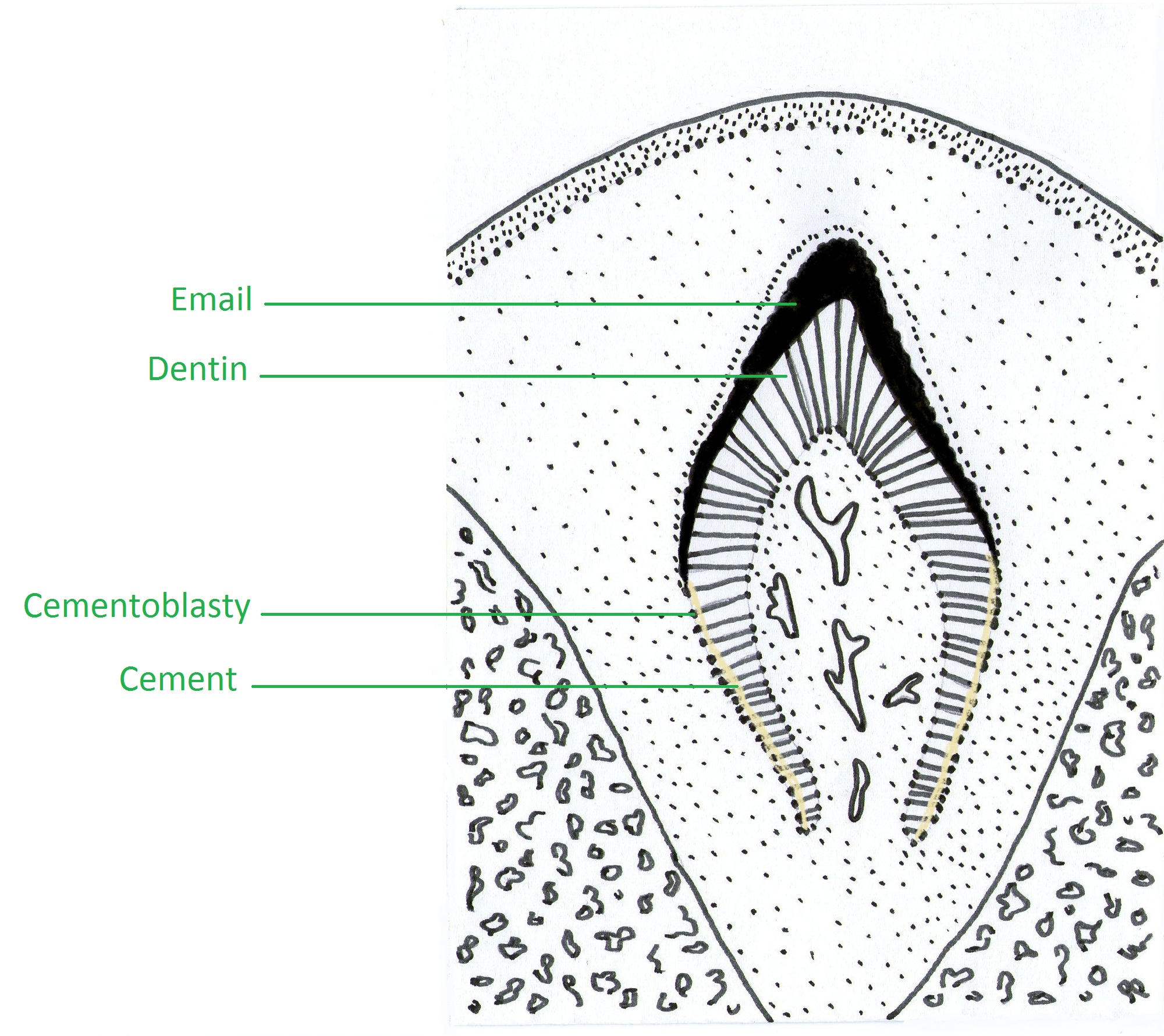
Tand (nog niet doorgekomen).

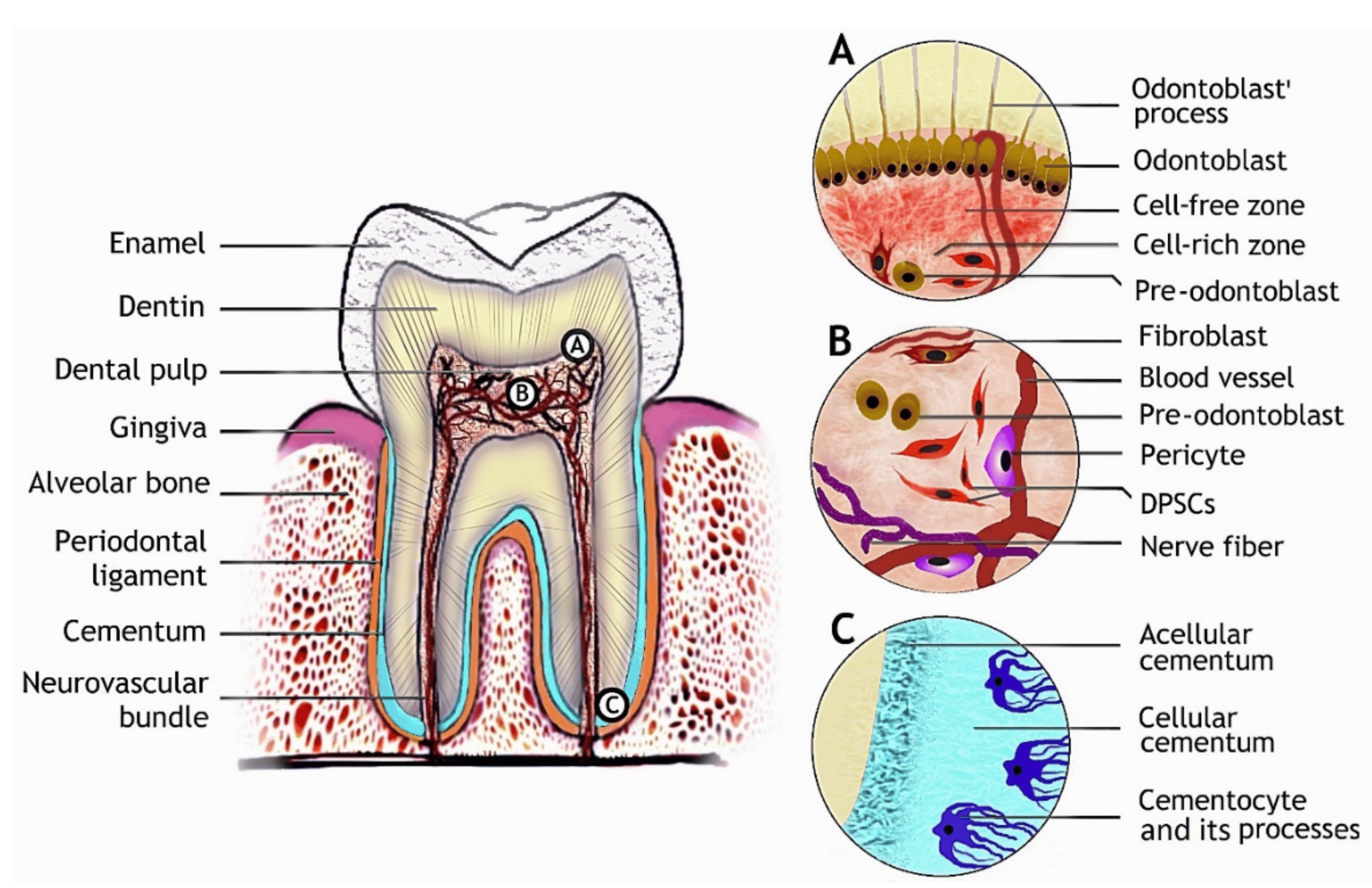
Tandstructuren

Een cementoblast is een gespecialiseerde bindweefselcel die zich vormt uit de folliculaire cellen rond de wortel van een tand, en waarvan de biologische functie de vorming van wortelcement (hard weefsel dat de tandwortel bedekt) is. Cementoblasten produceren op ritmische wijze cement, met tussenpozen die periodes van activiteit en periodes van rust aangeven, waardoor de zogenaamde incrementele lijnen van Salter ontstaan. Het mechanisme van differentiatie van de cementoblasten is controversieel, maar indirect bewijs suggereert dat een epitheel of epitheliale component ervoor kan zorgen dat tandfollikelcellen differentiëren tot cementoblasten, gekenmerkt door een toename in lengte. Andere theorieën houden in dat de epitheliale wortelschede van Hertwig (HERS) erbij betrokken is. Cementoblasten lijken op botvormende osteoblasten, maar verschillen functioneel en histologisch.
De cementoblasten vormen in eerste instantie het voorcement, dat bestaat uit een (mucoproteïnehoudende) grondsubstantie en collageenfibrillen. Een mucoproteïne is een glycoproteïne dat voornamelijk bestaat uit mucopolysacchariden. Fibroblasten spelen ook een rol bij de vorming van wortelcement. Ze produceren de Sharpey-vezels van het parodontium. Door mineralisatie verandert het precement in wortelcement.

## Cementocyt
Als de cementoblasten zich terugtrekken tijdens de vorming van de grondsubstantie, wordt er acellulair vreemd vezelcement (AFC) gevormd, bestaande uit collageenvezels. Wanneer de cementoblasten echter tijdens hun vorming door de grondsubstantie worden omsloten, transformeren de cementoblasten tot cementocyten. Cementocyten vormen cellulair gemengd vezelcement (CFC). Elke cementocyt ligt in zijn lacuna (meervoud, lacunae), vergelijkbaar met het patroon in botweefsel. Deze lacunae hebben ook canaliculi of kanalen. In tegenstelling tot die in het botweefsel bevatten deze kanalen in cementum echter geen zenuwen en stralen ze ook niet naar buiten uit. In plaats daarvan zijn de kanalen gericht op het parodontale ligament (PDL) en bevatten ze cementocytische uitlopers voor het diffunderen van voedingsstoffen uit het ligament, omdat het gevasculariseerd is. De voorlopercellen die ook in de PDL-regio worden aangetroffen, dragen bij aan de mineralisatie van het weefsel.
Eenmaal in deze situatie verliezen cementoblasten hun secretoire activiteit en worden ze cementocyten. Er is echter altijd een laag cementoblasten aanwezig langs de buitenste bedekking van de PDL; Deze cellen kunnen vervolgens cement produceren als de tand beschadigd raakt.

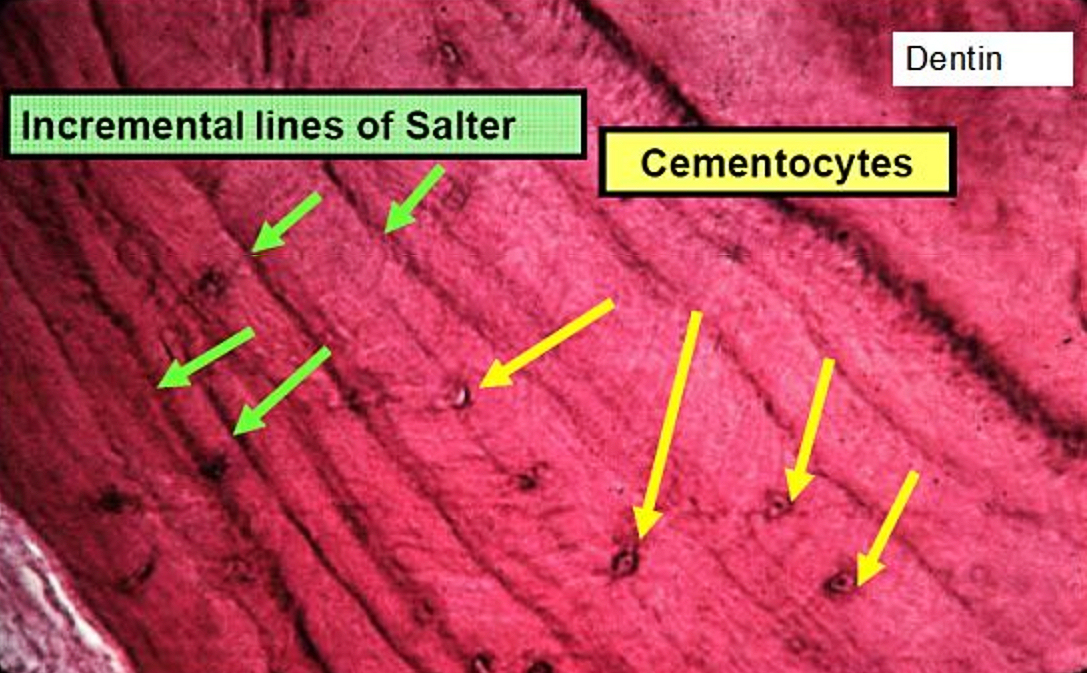
Lijnen van Salter en cementocyten in cellulair cementum.

## Cementoom
Een cementoom wordt gekenmerkt door een aanzienlijke hoeveelheid verdikking van het cementum rond de wortels van de tanden. De belangrijkste tanden die betrokken zijn, kunnen melktanden en permanente tanden, geïmpacteerde molaren en premolaren omvatten. De groei is doorgaans goedaardig en pijnloos. Hoewel de symptomen mogelijk niet merkbaar zijn, kan er een doffe pijn en overgevoeligheid van het dentine optreden naarmate de groei toeneemt. De zichtbaarheid van het cementoom kan toenemen met de groei en vervorming/zwelling van het gezicht en de omliggende gebieden veroorzaken, samen met verplaatsing van de tand. Histologische analyses onthullen verschillende lagen cementum die bewijs tonen van zowel cementoblast- als cementoclastactiviteit.